# Геміедрит
Геміедрит — рідкісний свинцево-цинковий хромат-силікатний мінерал із формулою Pb10Zn(CrO4)6(SiO4)2(F, OH)2. Утворює ряд з мідістим аналогом — іранітом.

## Відкриття і утворення
Геміедрит вперше був описаний у 1967 році за проявами у свинцевих срібних копальнях Флоренції в районі Ріпсі, гір Тортілла, округ Пінал, штат Аризона, США. Названий за геміедричну морфологію його кристалів.
Він зустрічається в окислених жилах, що містять галеніт, сфалерит і пірит. Супутні вторинні мінерали включають церусит, меланохроїт, вокеленіт, віллеміт, вульфеніт, галеніт, сфалерит, пірит, теннантит і халькопірит. Повідомлення про знахідки геміедриту були з кількох гірничих районів в Аризоні та одного в Неваді. Про нього також повідомляється з регіону Антофагаста в Чилі та району Анарак провінції Ісфаган в Ірані.